# 1700
- Wikisource

- Wikisource

| Calendário gregoriano                                                        | 1700 MDCC                            |
| Ab urbe condita                                                              | 2453                                 |
| Calendário arménio                                                           | 1149 – 1150                          |
| Calendário bahá'í                                                            | -144 – -143                          |
| Calendário budista                                                           | 2244                                 |
| Calendário chinês                                                            | 4396 – 4397 Início a 19 de fevereiro |
| Calendário copta                                                             | 1416 – 1417                          |
| Calendário etíope                                                            | 1692 – 1693                          |
| Calendários hindus - Vikram Samvat - Calendário nacional indiano - Cáli Iuga | 1755 – 1756 1621 – 1622 4800 – 4801  |
| Calendário Holoceno                                                          | 11700                                |
| Calendário islâmico                                                          | 1112 – 1113                          |
| Calendário judaico                                                           | 5460 – 5461                          |
| Calendário persa                                                             | 1078 – 1079                          |
| Calendário rúnico                                                            | 1950                                 |
| Calendário solar tailandês                                                   | 2243                                 |

1700 (MDCC, na numeração romana) foi um ano comum do século XVII que começou numa sexta-feira, segundo o calendário gregoriano. A sua letra dominical foi C. A terça-feira de Carnaval ocorreu a 23 de fevereiro e o domingo de Páscoa a 11 de abril. Segundo o horóscopo chinês, foi o ano do Dragão, começando a 19 de fevereiro.
| Ano completo                       |
| ---------------------------------- |
| Ano comum com início à sexta-feira |

Foi o primeiro ano centenário, depois da adopção do Calendário gregoriano, que não foi bissexto, como o não foram igualmente 1800 e 1900. No Calendário juliano continuaram todos a ser bissextos.

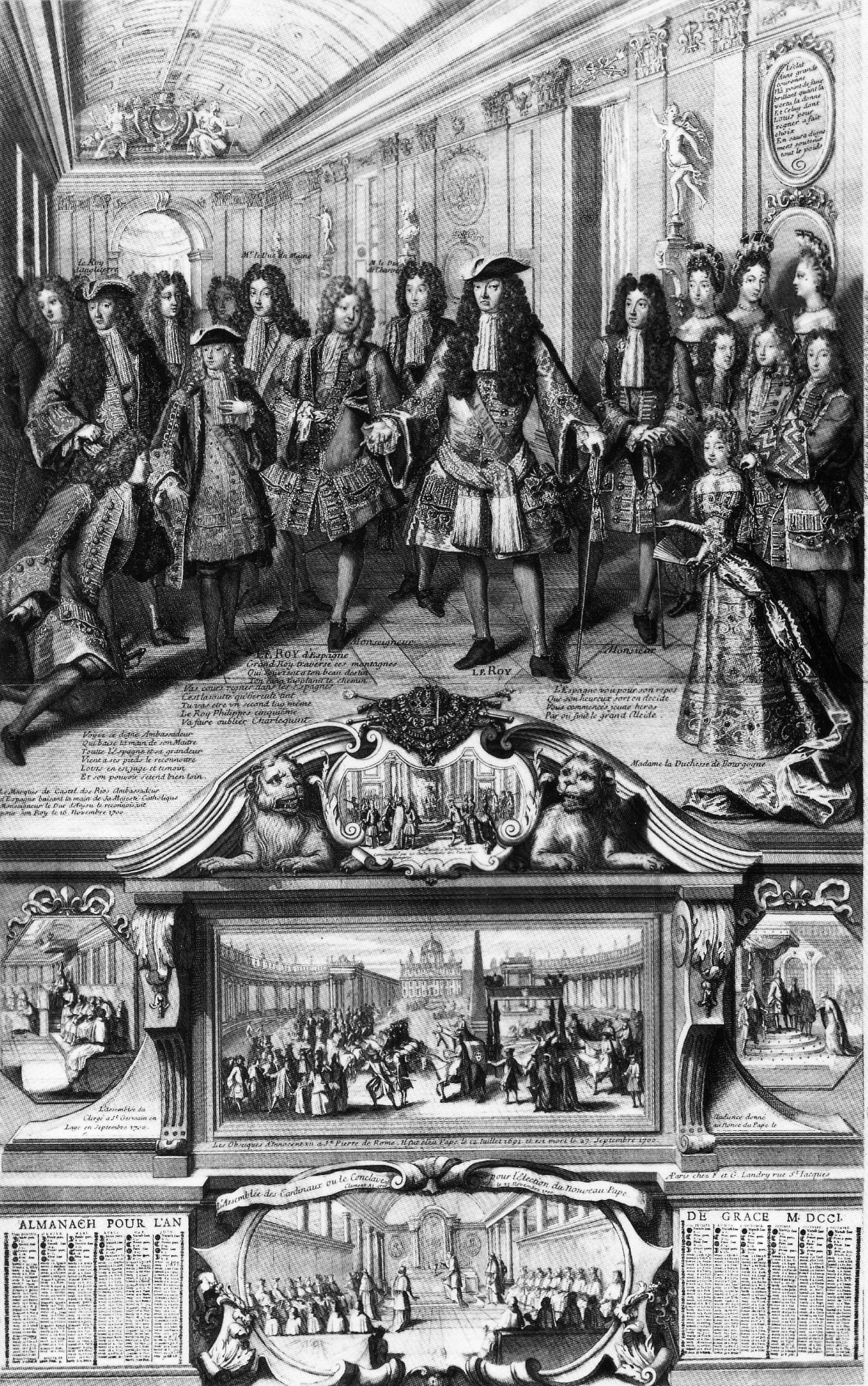
O rei Luís XIV de França declara o seu filho Filipe de Anjou como o novo rei de Espanha, que reinará com o nome de Filipe V.

## Eventos
- 1 de janeiro — Rússia começa a usar a era Anno Domini em vez da era Anno Mundi do Império Bizantino.
- 23 de novembro — O Papa Inocêncio XII é sucedido pelo Papa Clemente XI.
- Filipe de Anjou sobe ao trono espanhol como Filipe V e funda a dinastia de Bourbon.
- Gottfried Wilhelm Leibniz funda a Academia de Ciências de Berlim.
- Fundação da cidade de Kumasi (Gana).
- Fundação do município de Caravelas na Bahia.
- Extinção dos leões da Líbia.
- Data da construção, em Angra do Heroísmo, da Capela de Nossa Senhora das Vitórias, construída conjuntamente com a 2ª parte do solar Villa Maria, edificada na mesma data.
- Manuel de Borba Gato achou um veio aurífero em Sabará.
- Inauguração da Ermida de Nossa Senhora do Livramento das Velas, Velas, ilha de São Jorge, cuja construção foi iniciada em 1697.[1]

## Nascimentos
- 8 de Fevereiro - Daniel Bernoulli, matemático suíço (m. 1782).
- 2 de Maio - Carlota de Hanau-Lichtenberg, condessa de Hesse-Darmstadt (m. 1726).
- 11 de setembro - James Thomson, poeta escocês (m. 1748).

## Mortes
- 12 de maio - John Dryden, poeta, crítico literário e dramaturgo inglês (n. 1631).
- 27 de setembro - Papa Inocêncio XII (n. 1615).
- 19 de outubro — Judah HeHasid, pregador judeu polonês (n. 1660).
- 1 de novembro - Rei Carlos II de Espanha (n. 1661).